# اوراگو دوییو
اوراگو دوییو (به ایتالیایی: Urago d'Oglio) یک کومونه در ایتالیا است که در استان برشا واقع شده‌است. اوراگو دوییو ۱۰ کیلومتر مربع مساحت و ۳٬۳۵۶ نفر جمعیت دارد.